# Psychoda bulbosa
Psychoda bulbosa är en tvåvingeart som beskrevs av Jezek 2005. Psychoda bulbosa ingår i släktet Psychoda och familjen fjärilsmyggor. Inga underarter finns listade i Catalogue of Life.